# 纳万斯哈赫尔
纳万斯哈赫尔（Nawanshahr），是印度旁遮普邦Nawanshahr县的一个城镇。总人口30933（2001年）。

## 人口
该地2001年总人口30933人，其中男性16134人，女性14799人；0—6岁人口3359人，其中男1828人，女1531人；识字率75.50%，其中男性为79.18%，女性为71.48%。